# Nemzeti Bajnokság I 1984-1985
Il Nemzeti Bajnokság I 1984-1985 è stata l'85ª edizione della massima serie del campionato ungherese di calcio, disputato tra il 1º settembre 1984 e il 9 giugno 1985 e concluso con la vittoria dell'Honvéd, al suo ottavo titolo.
Capocannonieri del torneo furono Lajos Détári del Honvéd e József Kiprich del Tatabánya con 18 reti.

## Avvenimenti
Per gran parte del girone di andata la classifica venne guidata dal Videoton, che subito dopo il giro di boa cedette il passo all'Honvéd. Vincendo lo scontro diretto della ventiquattresima giornata, l'Honvéd poté di fatto confermarsi campione d'Ungheria, ottenendo definitivamente il titolo e l'ingresso alla Coppa dei Campioni con tre gare di anticipo. Ad assicurarsi nei turni successivi i posti valevoli per la Coppa UEFA furono appannaggio del Rába ETO e del Videoton, con i primi che ottennero la piazza d'onore grazie alla miglior differenza reti. Alla penultima giornata venne anche deciso l'ultimo verdetto nella zona retrocessione, con l'esordiente Eger ad accompagnare in seconda divisione uno Szegedi EOL che già dalle prime giornate occupava in solitaria l'ultimo posto.

## Classifica finale
|  | Pos. | Squadra          | Pt | G  | V  | N  | P  | GF | GS | DR  |
|  | ---- | ---------------- | -- | -- | -- | -- | -- | -- | -- | --- |
|  | 1.   | Honvéd           | 46 | 30 | 20 | 6  | 4  | 63 | 25 | +38 |
|  | 2.   | Rába ETO         | 36 | 30 | 15 | 6  | 9  | 57 | 49 | +8  |
|  | 3.   | Videoton         | 36 | 30 | 14 | 8  | 8  | 43 | 28 | +15 |
|  | 4.   | Zalaegerszeg     | 34 | 30 | 13 | 8  | 9  | 38 | 31 | +7  |
|  | 5.   | Vasas            | 31 | 30 | 10 | 11 | 9  | 56 | 44 | +12 |
|  | 6.   | Békéscsaba       | 30 | 30 | 12 | 6  | 12 | 42 | 53 | -11 |
|  | 7.   | Csepel           | 30 | 30 | 10 | 10 | 10 | 23 | 27 | -4  |
|  | 8.   | Debrecen         | 30 | 30 | 11 | 8  | 11 | 35 | 33 | +2  |
|  | 9.   | Haladás          | 29 | 30 | 10 | 9  | 11 | 32 | 34 | -2  |
|  | 10.  | Újpesti Dózsa    | 28 | 30 | 10 | 8  | 12 | 37 | 35 | +2  |
|  | 11.  | Pécs             | 28 | 30 | 9  | 10 | 11 | 33 | 35 | -2  |
|  | 12.  | Tatabánya        | 28 | 30 | 11 | 6  | 13 | 44 | 47 | -3  |
|  | 13.  | Ferencváros      | 28 | 30 | 11 | 6  | 13 | 34 | 38 | -4  |
|  | 14.  | MTK Vörös Meteor | 27 | 30 | 11 | 5  | 14 | 44 | 45 | -1  |
|  | 15.  | Eger             | 25 | 30 | 10 | 5  | 15 | 26 | 42 | -16 |
|  | 16.  | Szegedi EOL      | 14 | 30 | 6  | 2  | 22 | 32 | 73 | -41 |

Legenda:
      Campione d'Ungheria e ammessa alla Coppa dei Campioni 1985-1986.
      Ammesse alla Coppa delle Coppe 1985-1986.
      Ammesse alla Coppa UEFA 1985-1986
      Retrocesse in Nemzeti Bajnokság II 1985-1986.
Note:
Due punti a vittoria, uno a pareggio, zero a sconfitta.
In caso di arrivo di due o più squadre a pari punti, la graduatoria verrà stilata secondo la classifica avulsa tra le squadre interessate che prevede, in ordine, i seguenti criteri:
- Differenza reti generale.

## Statistiche

### Individuali

#### Classifica marcatori
| Gol |  |  | Giocatore       | Squadra          |
| --- |  |  | --------------- | ---------------- |
| 18  |  |  | Lajos Détári    | Honvéd           |
| 18  |  |  | József Kiprich  | Tatabánya        |
| 13  |  |  | Péter Hannich   | Rába ETO         |
| 13  |  |  | László Kiss     | Vasas            |
| 13  |  |  | József Szabó    | Videoton         |
| 12  |  |  | Imre Boda       | MTK Vörös Meteor |
| 12  |  |  | Lázár Szentes   | Rába ETO         |
| 11  |  |  | Béla Bodonyi    | Honvéd           |
| 10  |  |  | Győző Burcsa    | Videoton         |
| 10  |  |  | Imre Fodor      | MTK Vörös Meteor |
| 10  |  |  | Ferenc Mészáros | Pécsi MSC        |
| 10  |  |  | Béla Mörtel     | Debrecen         |